# Al-Hadi (Imam)
Ali al-Hadi (arabisch الهادى, DMG ʿAlī al-Hādī) war der 20. Imam der Schia der Nizari-Ismailiten. 
Gemäß der ismailitischen Geschichtsschreibung war al-Hadi (der Friedfertige) ein Sohn des Fatimidenprinzen Nizar († 1095), dem in der Thronfolge übergangenen ältesten Sohn des Imam-Kalifen al-Mustansir († 1094), der vor seiner Schia aber als rechtmäßiger 19. Imam galt. Der 23. Imam Hassan II. habe sich 1164 als Sohn von „al-Qahir ibn al-Muhtadi ibn al-Hadi ibn Nizar“ seinen Anhängern zu erkennen gegeben. Die Existenz von al-Hadi wie auch seiner beiden Nachfolger gilt allerdings als obskur. Zum einen weil sie im Verborgenen (ġaiba) gelebt haben sollen und zum anderen, weil zeitnahe historiographische Werke der Ismailiten noch im Mittelalter vernichtet worden sind. Die ältesten Genealogien zu den auf Nizar folgenden Imamen stammen aus dem 15. und 16. Jahrhundert. Sunnitische Chronisten wie Dschuwaini halten diese Geschichtsschreibung allerdings für eine Fiktion. Ihrem Dafürhalten nach war Hassan II. ein Sohn des Muhammad ibn Buzurg-Umid († 1162), dem Herrscher von Alamut, und daher ein falscher Imam.
Der Abschrift eines Briefes des 21. Imams al-Muhtadi aus dem 16. Jahrhundert nach hat der Eigenname von al-Hadi Ali gelautet.
Al-Hadi wird üblicherweise als identisch mit Abu Abdallah al-Hussain (arabisch أبو عبد الله الحسين, DMG Abū ʿAbd Allāh al-Ḥusayn) identifiziert, einem der Söhne Nizars, über dessen Schicksal zwei voneinander abweichende Überlieferungen sunnitischer Geschichtsschreiber vorliegen. Nach  Dschuwaini ist er zusammen mit seinem Vater 1095 in die Gefangenschaft seines Onkels Kalif al-Mustali und dessen Wesirs al-Afdal Schahanschah gefallen und zu einem unbekannten Zeitpunkt im Kerker gestorben oder ermordet wurden.
Nach al-Maqrīzī aber soll ihm mit anderen Familienangehörigen nach dem Ende seines Vaters die Flucht in den Maghreb gelungen sein, wo er Anhänger sammelte und auf einen günstigen Zeitpunkt wartete, um sein Thronfolgerecht in Kairo zu behaupten. Als sein Vetter, Kalif al-Amir, 1130 durch opferbereite Nizariten (fidāʾī) ermordet wurde, glaubte al-Hussain/al-Hadi im Jahr 526 AH (1131/32) den richtigen Zeitpunkt gekommen und marschierte mit seinem Heer nach Ägypten. Doch noch bevor es zum Kampf kommen konnte, wurde er von seinen Anhängern verraten und an den inzwischen herrschenden Kalifen al-Hafiz ausgeliefert, der dafür hohe Bestechungssummen bezahlt hatte. In dessen Kerker sei er schließlich exekutiert wurden.
Unabhängig vom Schicksal des al-Hussain/al-Hadi soll die Linie der Nachkommen des Nizar weiterbestanden haben. Der Sohn und Nachfolger von al-Hadi, al-Muhtadi, soll auf Anraten des Anführers der persischen Ismailiten Hasan-i Sabbāh nach Alamut evakuiert, oder sogar direkt dort geboren sein, wo er die Linie der Imame im Verborgenen fortführen konnte.
Er ist nicht mit dem 4. Kalif der Abbasiden al-Hādī († 786) oder dem 10. Imam der Zwölferschiiten Ali al-Hadi († 868) zu verwechseln.